# 李玲 (模特儿)
李玲（1990年3月29日—），中國模特兒、部落客及演員。李玲以姣好身材並時常在網上發表Cosplay照和運動成果訊息而聞名，三圍：95-60-80。2012年，她在ChinaJoy遊戲展上的中青寶展台Cosplay成《聖鬥士星矢》的雅典娜而爆紅。不久後，由於其穿著暴露，使在新闻出版总署及Chinajoy主办方的要求下，中青寶和她解約。這使她從此不再擔任展場女模；李玲對此表示坦然面對。此外，繼李玲後，龔葉軒是下一名被封殺的展場女模。
2016年，李玲在網路電影《放开那个女孩》中飾演一名遭綁架的女直播主；同時是她的電影處女作。

## 外部連結
- 李玲的新浪微博
- 李玲在豆瓣上的资料（简体中文）